# Ryan Nemeth
Ryan Phillip Nemeth (Cleveland, 4 de novembro de 1984) é um wrestler profissional Americano e escritor, mais conhecido por seu trabalho na WWE, tendo atuado no territóro de desenvolvimento a Florida Championship Wrestling (FCW) e NXT Wrestling como Briley Pierce.

## Carreira

### Ohio Valley Wrestling (2010-2011)
Nemeth ganhou a competição Breakout e recebeu uma bolsa escolar de um ano, paga pela Ohio Valley Wrestling (OVW). Em 2010, Nemeth fez sua estréia na OVW como "Ryan Nemeth". Em 08 de janeiro de 2011, Nemeth e Christopher Silvio derrotaram The Elite (Ted McNaler e Adam Revolver) para ganhar o OVW Southern Tag Team Championship em Louisville, Kentucky.
Em 2 de fevereiro de 2011, depois de Nemeth ser atacado pelo Fighting Spirit (Christopher Silvio e Rafael Constantino), Jim Cornette tirou o título de Nemeth e Silvio. Na mesma noite, e Nemeth se uniu a Paredyse derrotou o Fighting Spirit (Christopher Silvio e Rafael Constantino), venceram uma tag team elimination match para ganhar o Tag Team Championship. Em 5 de março de 2011, e Nemeth e Paredyse perderam o Tag Team Championship para o Fighting Spirit (Christopher Silvio e Rafael Constantino).

### World Wrestling Entertainment (2011-2013)

#### FCW (2011-2012)
Nemeth assinou um contrato de desenvolvimento com a WWE e foi para o seu território de desenvolvimento, a Florida Championship Wrestling (FCW). Ele fez sua estréia em 26 de junho de 2011 como Briley Pierce, contra Big E. Langston e foi derrotado. Em 30 de outubro de 2011, em um episódio da FCW Televison, Pierce foi derrotado por Brad Maddox depois de sofrer um Okalhoma roll. Em 03 de novembro de 2011, Pierce e Brad Maddox derrotaram CJ Parker e Donnie Marlow para ganhar o FCW Florida Tag Team Championship. Em 2 de fevereiro de 2012, Pierce e Maddox foram obrigados a desocupar os títulos após Pierce lesionar a perna. Bo Rotundo e Husky Harris derrotaram Maddox e Eli Cottonwood, e se tornaram os novos campeões.

#### NXT (2012-13)
Nemeth, como Briley Pierce, estreou no primeiro episódio da sexta temporada da WWE NXT gravado na Full Sail University como um entrevistador. Nemeth foi demitido da WWE em 17 de maio de 2013.

## Vida pessoal
Ele tem um irmão chamado Nick, que é um wrestler profissional da WWE, sob o ring name Dolph Ziggler.

## Outras Midias

### Publicações
- Nemeth, Ryan (2010). I Can Make Out with Any Girl Here.

## No wrestling
- Movimentos de finalização
  - Ankle lock[1][2]
  - Hot N Bothered[2]

- Alcunhas
  - "Hot Young"

## Títulos e prêmios
- Florida Championship Wrestling
  - FCW Florida Tag Team Championship (1 vez) – com Brad Maddox
- Ohio Valley Wrestling
  - OVW Southern Tag Team Championship (2 vezes) – com Christopher Silvio (1) e Paredyse (1)